# Randvere (Lääne-Saare)
Randvere – wieś w Estonii, w prowincji Saare, w gminie Kaarma. Pod koniec 2004 roku wieś zamieszkiwało 13 osób.